# ¡Ah qué Kiko!
¡Ah qué Kiko! (Kiko e Sua Turma, no Brasil em DVD) é uma série de televisão mexicana-venezuelana criada e estrelada por Carlos Villagrán, produzida pela Telerey e exibida originalmente entre 1987 e 1988 pela Imevisión com total de 52 epsodios.. Apesar da baixa audiência na época, o programa foi reprisado em diversos países da América do Sul. No Brasil, O programa "Ah que Kiko", estrelado por Carlos Villagrán, foi exibido pela TV Bandeirantes no ano de 1991. Especificamente, a estreia ocorreu em 25 de março de 1991. 
Mais detalhes sobre a exibição:
- O programa foi exibido em diferentes horários, incluindo 17h, 7h30 e 15h.
- A última transmissão pela Band ocorreu em 17 de setembro de 1991.
- O programa era composto por quadros como "Federrico", "Kiko Botones" e "Niño de papel", conhecidos no Brasil como "Kiko", "Kiko Maleta" e "Kiko Menino do Jornal", respectivamente.
- A dublagem utilizada era a mesma da série clássica "Chaves", feita pelo estúdio Mag

a série foi exibida Tambem pela NGT em 2011 e lançada em DVD em três volumes em 2007 com apenas 12 epsodios. 

## Enredo
Kiko é um garoto de 9 anos que trabalha na venda "A Surpresa" e costuma fazer as entregas no seu carrinho com buzina, o Pantomas. O responsável pela venda é o Seu Madruga (posteriormente substituído pelo Seu Brancelha, devido a problemas de saúde de Ramón Valdés). Os melhores amigos de Kiko são Totó, um menino esperto que sempre tenta enganar Kiko para que ele lhe dê coisas da venda, e a ingênua Nena, sobrinha da bela Pamela que sempre compra fiado, se aproveitando da paixonite de Seu Madruga ou Seu Brancelha, enquanto Nena é disputada entre Kiko e Totó. Na série, uma personagem recorrente era a Dona Socorrinho, uma fofoqueira que sempre ia a venda para contar seus "comentários".

## Elenco
- Kiko - Carlos Villagrán
- Seu Brancelha - Sergio "El Comanche" Ramos
- Pâmela - Beatriz Olea
- Seu Madruga - Ramón Valdés
- Totó - Jorge Alejandro
- Nena - Dacia Arcaráz
- Fito - Tito Dreinhüffer
- Dona Socorrinho (Doña Socorrito), a fofoqueira - Lupita Adriana

## Participações
- Angélica Cordero
- Olga Yolanda Martinez
- Amada Obregón
- Luis Alcaraz
- Roger Oropeza
- Mari Paz Mata
- Lupita Adriana
- David Aldama
- Rebeca Aramoni

## DVD's no Brasil
A série foi lançada em 3 DVD's no Brasil pela Amazonas Filmes:
- Kiko e Sua Turma (Vol 1)

| Nº | Nome                     |
| -- | ------------------------ |
| 1  | O Bom Ladrão             |
| 2  | A Lanterna Mágica        |
| 3  | Os Avós do Seu Brancelha |
| 4  | O Robô                   |

- Kiko e Sua Turma (Vol 2)

| Nº | Nome                  |
| -- | --------------------- |
| 1  | O Assalto             |
| 2  | O Bebê                |
| 3  | Ajudando a Cinderela  |
| 4  | O Aniversário do Kiko |

- Kiko e Sua Turma (Vol 3)

| Nº | Nome                     |
| -- | ------------------------ |
| 1  | O Anjinho                |
| 2  | O Aparelho Desintegrador |
| 3  | Os Ciganos               |
| 4  | Seu Brancelha Ciumento   |

## Transmissão
| País      | Emissora             | Ano(s)     |
| --------- | -------------------- | ---------- |
| México    | Imevisión            | 1987-1988  |
| Argentina | América TV           | 1995       |
| Brasil    | Tv Bandeirantes/ NGT | 1991 /2011 |
| Chile     | TVN                  | 1996-1997  |
| Colômbia  | Inravisión           | 1991       |
| Peru      | Frecuencia Latina    | 1989       |
| Venezuela | Televen              | 1990       |
| Venezuela | Venevisión           | 1992       |